# Alicia Barberis
Alicia Barberis (Felicia, 11 de diciembre de 1957) es una escritora y narradora oral.
Es la coordinadora argentina de la Red Internacional de Cuentacuentos.
Dicta talleres de escritura y narración oral y brinda espectáculos para niños y adultos, enlazando los cuentos que narra con juegos y objetos.
Ha representado a Argentina en los Festivales Internacionales de Narración Oral realizados en México, Cuba, España, Brasil y Perú.
En mayo de 2011 participó en el Encuentro Internacional de Escritores y en el VI Maratón de Cuento «Quito lee», organizado por Girándula.
Ha publicado muchos libros en Argentina, Ecuador y España.
Desde 2000 fue coeditora y codirectora de Rayuela, Revista de Literatura Infantil y Juvenil, destinada a docentes, bibliotecarios y padres, de publicación trimestral.

## Datos biográficos
Nació en el pueblo de Felicia (81 km al noroeste de la ciudad de Santa Fe) pero vivió desde sus primeros días unos 60 km al sur, en Santa Clara de Buena Vista, a 75 km al suroeste de la ciudad de Santa Fe.
Estudió docencia de nivel inicial, especializada en Educación Artística.
Fue profesora de jardín de infantes.
Como narradora oral, se formó con Dora Apo y con Francisco Garzón Céspedes.
Entre 1994 y 2000 coordinó talleres literarios para niños en distintas bibliotecas, institutos y centros culturales de las provincias de Santa Fe y de Entre Ríos.
Desde 1995 hasta la actualidad realizó numerosas actuaciones como narradora oral en forma grupal e individual en distintas escuelas, jardines de infantes, bibliotecas y salas culturales de Argentina y España.
Desde 1996 hasta la fecha dicta cursos de perfeccionamiento en torno a la animación a la lectura y la narración oral, a docentes, bibliotecarios y padres en Argentina y en España.
En 1995 organizó y formó parte del grupo de narradores orales Los Cuentacuentos del Sol y de la Luna.
En 1999 representó a la provincia de Santa Fe en el Festival de Narración Oral organizado por Adeno en la Biblioteca Nacional (Buenos Aires).
En 1999 organizó y participó como narradora oral en el Primer Festival de Narración Oral escénica en Santa Fe.
Representó a la Argentina en el Festival Internacional de Narración Oral Escénica, en Ciudad de México (1998), en La Habana (1999) y en Madrid (2000).
Colaboró en el proyecto «El carrito de los libros» puesto en marcha por Acción Educativa de Santa Fe.

## Publicaciones
- 1989: «En el idioma de los globos» (cuento) incluido en Palabras para compartir 2 (págs. 31-34). Santa Fe: SEPA, 1989.[10]
- 1989: «El barco azul» (poema), «El pececito pescado» (poema) y «La luna redonda» (poema) y «El vuelo de Tifón» (cuento). Libro Mes de la Familia (págs. 80-84), presentado en el Centro Comercial de Santa Fe. Santa Fe: SEPA.[10]
- 1990: «Un rayito de sol, tan amarillo, tan calentito» –cuento, integra el cuarto volumen de aquella colección, p. 43-45.[10]
- 1992: Una máquina para hacer llover, finalista en el Concurso Literario organizado en La Habana, Cuba.
- 1992: La pluma plumosa,[9] que resultó finalista del premio Casa de las Américas (en La Habana).
- 1993: Una máquina para hacer llover (cuentos para niños). Santa Fe; ADEIS (Agrupación De Escritores Independientes Santafesinos, conducida por la escritora Silvia Braun de Borgatto), 1993.[10]
- 1996:[13] Cruzar la noche (novela juvenil). Buenos Aires: Colihue, 1996.
- 1996: El misterio de las letras perdidas (novela infantil). Barcelona (España): Edebé, 1996.[10]
- 2000: Puesta en escena de la obra Tan lejos, tan cerca de Alicia Barberis, temporada teatral del taller de ASPASID integrado por jóvenes actores con Síndrome de Down, presentados en el teatro "Juan L. Ortiz" de Paraná, con asistencia del intendente de Paraná Sr. Sergio Varisco.[10]
- 2001: ¡Van a eliminar a todos los perros! (novela para niños). Quito (Ecuador): Libresa, 2001.[14]
- 2001: Viaje hacia los cuentos, libro sobre didáctica de la narración oral. Barcelona (España): Edebé, 2001.
- El amor todo lo puede, en coautoría con Bianfa, dibujante santafesino.[10]
- 2003: 29 cuentos para el nivel inicial (3, 4 y 5 años), dentro del proyecto pedagógico Cosquillas. Barcelona (España): Edebé, 2003.
- 2004: Mi hermano Jaci. Córdoba (Argentina): ComunicArte, 2004.
- 2004: La palabra mágica. Santa Fe: Ministerio de Educación, Ciencia y Tecnología (colección Santa Fe Lee y Crece), 2004.
- 2005: El amor todo lo cambia (cuento publicado dentro del programa Vení que te cuento, organizado por ATE y la Universidad del Litoral, con el apoyo de UNICEF Argentina, del Ministerio de Educación de la Nación y del diario El Litoral, 2005.
- 2006: El científico (novela infantil). Quito (Ecuador): Libresa, 2006.
- 2009:[13] La casa M.
- La casa del crimen
- La casa del viento
- Cuando el diablo anda suelto.
- 2009: La casa del crimen (novela para chicos): Quito (Ecuador): Presidencia de la Nación, 2009. En 2015 fue distribuida por el plan nacional de lectura del Ecuador.[15]
- 2011:[13] La cueva de las brujas.
- 2013: El infierno de los vivos.
- 2013: Diario de un fantasma
- 2014: La maldición de la torre y otros cuentos de miedo
- 2016: Pozo ciego. Buenos Aires: Colihue. Un potente relato con múltiples ecos sociales, basado en una historia real que ocurrió en su pueblo de infancia santanfesino.[15]
- 2016: El Nuevo Mundo (novela infantil). Barcelona (España): Edebé, 2016.
- 2018: Monte de silencios[16][17]
- 2020: Huellas en el cielo

## Premios
Ha recibido numerosos premios y distinciones:
- 1992: finalista del premio Casa de las Américas con el libro La pluma plumosa.
- 1996: Premio Colihue de Novela Juvenil
- 1993: becaria en el rubro Letras, de la Subsecretaría de Cultura de Santa Fe.
- 1994: becaria en el rubro Letras del Fondo Nacional de las Artes (Buenos Aires).
- 1996: segundo premio en el Concurso Colihue de Novela Juvenil (Buenos Aires).
- 1996: finalista en el Premio Latinoamericano de Novela Juvenil (Bogotá).
- 1997: su libro El misterio de las letras perdidas integra la Lista de Honor de la Municipalidad de San Miguel de Tucumán.
- 1999: mención especial en el Premio Ricardo Rojas, de la Secretaría de Cultura de la Nación (Buenos Aires) por su novela Cruzar la noche.
- 2001: finalista en el Premio de Literatura Infantil Julio A. Coba, en Quito (Ecuador), por su libro ¡Van a eliminar a todos los perros!.
- 2004: su libro El misterio de las letras perdidas es seleccionado por la Secretaría de Educación Pública del Gobierno de México, para el Programa Nacional de Lectura.
- 2007: su libro Mi hermano Jaci es seleccionado por el Ministerio de Educación de la Nación, para el programa de Lectura de las Escuelas Rurales de Argentina.
- 2009: finalista del premio infantil Julio C. Coba-Libresa
- 2010: primer premio del concurso Los Niños del Mercosur.[3]

En 2011 obtuvo ―por fallo unánime del jurado― el Premio 2011 del Concurso Internacional de Literatura Infantil Julio C. Coba-Libresa, por su obra Clodomiro Fernández, el rey sin corona.

[Destaca] la originalidad; la gran propiedad y belleza del lenguaje, en que se juega permanentemente entre significantes y significados; el poder alusivo y cuestionador de la realidad en que desenvuelve su vida Clodomiro, el niño protagonista de la historia, de una manera sutil e implícita; el perfecto engranaje de los elementos de la estructura narrativa; un excelente juego intertextual con la pintura y la música; un magnífico manejo del humor; el rescate del cuento de hadas y su reescritura con una mirada posmoderna; el tratamiento de valores trascendentes sin moralismo; y la bien lograda conjugación de lo real-cotidiano con lo fantástico, que demuestra fehacientemente que todavía «es posible pintar sueños».

La novela Clodomiro Fernández, el rey sin corona fue seleccionada entre ciento setenta y dos obras procedentes de dieciocho países. El premio consistió en 7000 dólares, más la publicación de la obra. Fueron consideradas finalistas otras cinco obras: Algunas cosas que contar sobre los días, las horas, el sol, la lluvia, mi amiga Clara, mi gato (y todo lo demás), de Catalina Donoso Pinto (Chile); Historia de Tomás, su abuela postiza y los tres invisibles, de Nydia Beatriz Bachi Salas (Argentina); La vida secreta de los objetos, de Andrea Ferrari (Argentina); Nueve meses, de María Florencia Gattari (Argentina); y Secretos con la almohada, de María Jesús Franco Durán (España), las que, según lo establecen las bases del Concurso, serán publicadas por Libresa.
El jurado estuvo presidido por Francisco Delgado Santos, y conformado también por Soledad Córdova y Estuardo Vallejo.